# LZ 4
Az LZ 4 a német Ferdinand von Zeppelin negyedik merev szerkezetű léghajója volt, amely 1908. június 20-án emelkedett fel először Friedrichshafennél. A légi jármű korának csúcstartója lett, amikor 1908. július 1-jén 12 órán át repült Svájc felett. Az LZ 4 egy kényszerleszállás után kiégett. Az esemény hatására a németek 6,5 millió márkát gyűjtöttek össze, hogy Zeppelin gróf folytathassa a léghajók építését.

## Pályafutása
Az LZ 4 (Luftschiff Zeppelin 4) tervezése 1907 novemberében kezdődött. Formáját tekintve az LZ 3 mintájára épült, de annál nagyobb és szélesebb volt. A hajótestben 17 elkülönített rekeszben tárolták a hidrogént. Hossza 136 méter, átmérője 12,95 méter, gázbefogadó kapacitása 15 ezer köbméter volt. A léghajót két 78 kW-os Daimler-motor hajtotta. Maximális sebessége 48 kilométer per óra volt.
Az LZ 4, csakúgy, mint elődjei, az LZ 1, LZ 2 és az LZ 3 a Boden-tó fölött kezdte pályafutását. Először 1908. június 20-án emelkedett a levegőbe, majd július 1-jén rekordot állított fel azzal, hogy 12 órán át repült Svájc felett. Ez az út meghozta építője számára a németek figyelmét, és a közvélemény egyre inkább úgy gondolt a léghajóra, mint a gyakorlatban is használható fejlesztésre. Július 3-án II. Vilmos württembergi király és felesége is utazott az LZ 4 fedélzetén.
A kormány 500 ezer márka támogatást ajánlott fel Zeppelinnek, ha léghajója képes 24 órát tölteni a levegőben. 1908. augusztus 4-én az LZ 4 elindult, hogy teljesítse ezt a feltételt, de az utat egy kényszerleszállással meg kellett szakítani másnap, Echterdingen közelében. Egy hirtelen vihar elszakította a léghajót ideiglenes horgonyzóhelyéről, és az LZ 4 teljesen összetört, majd a testében tárolt hidrogén kigyulladt és a léghajó porrá égett. A németek a gróf mögé álltak, és 6 millió márkát gyűjtöttek össze azért, hogy folytathassa a léghajók tervezését és gyártását.

## Fordítás
- Ez a szócikk részben vagy egészben  a   LZ 4 című angol Wikipédia-szócikk fordításán alapul.  Az eredeti cikk szerkesztőit annak laptörténete sorolja fel. Ez a jelzés csupán a megfogalmazás eredetét és a szerzői jogokat jelzi, nem szolgál a cikkben szereplő információk forrásmegjelöléseként.